# Streets of Shanghai

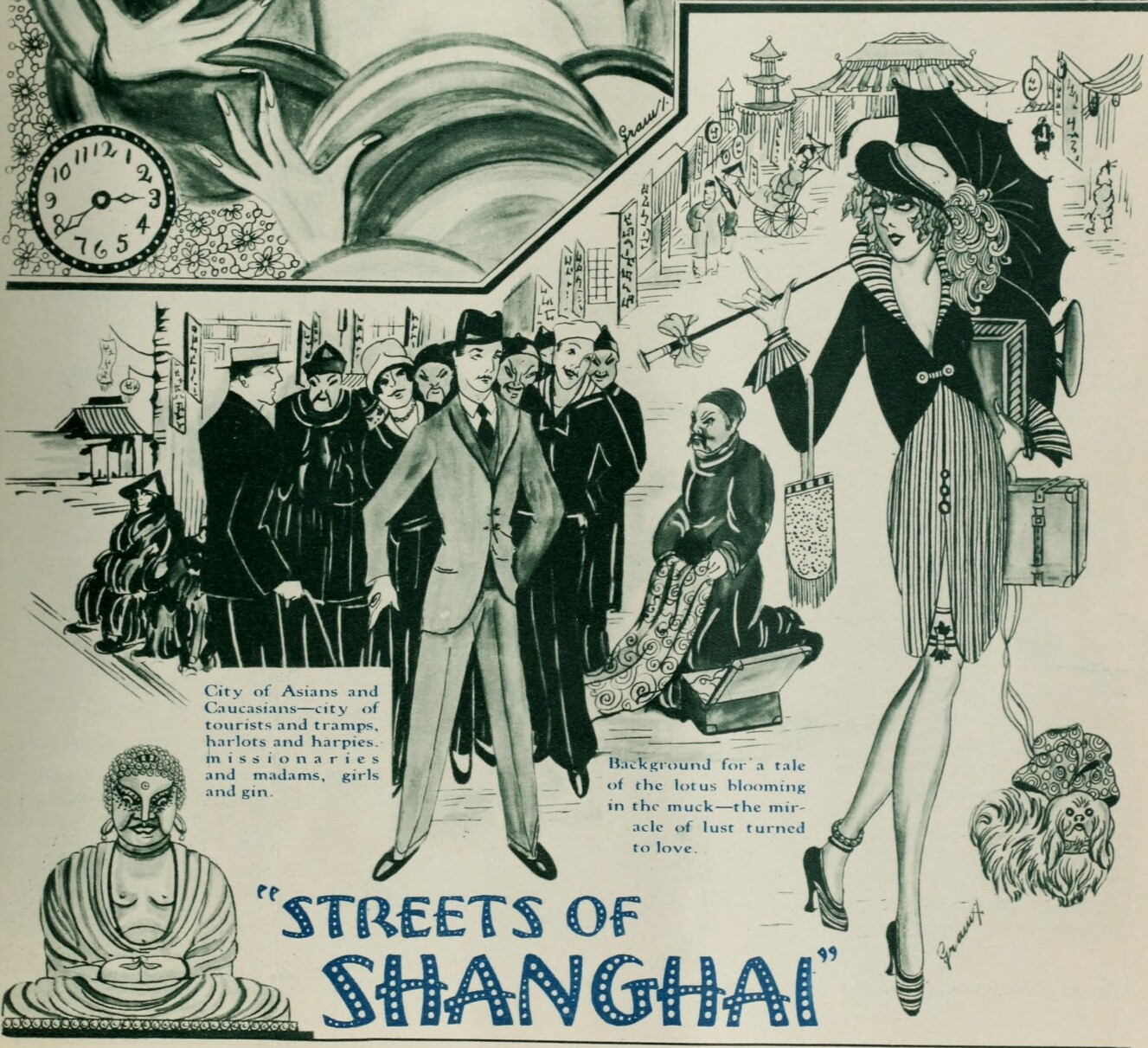
1927

Streets of Shanghai est un film américain réalisé par Louis Gasnier et sorti en 1927.

## Synopsis
A Shanghai, la missionnaire américaine Mary Sanger suscite les foudres de Fong Kiang, un patron local, en sauvant une Chinoise de la prostitution. Mary, amoureuse du sergent Lee, a pour rivale Sadie, une ancienne prostituée. Le fils de Fong, Eugene, aime à son tour Mary, mais le jeune homme est accidentellement tué lors de l'attaque que son père lance avec les siens contre la mission.

## Fiche technique
- Réalisation : Louis Gasnier
- Scénario : Viola Brothers Shore, Harry Braxton, Jack Natteford
- Production : Tiffany-Stahl Productions
- Photographie : Max Dupont, E. Fox Walker
- Montage : Martin G. Cohn
- Durée : 60 minutes
- Type : Noir & blanc
- Dates de sortie: 
  - États-Unis : 15 décembre 1927

## Distribution
- Pauline Starke : Mary Sanger
- Kenneth Harlan : Sergeant Lee
- Eddie Gribbon : 	Swede
- Margaret Livingston : Sadie
- Jason Robards Sr. : Eugene Fong
- Mathilde Comont : Buttercup
- Anna May Wong : Su Quan